# Lego Masters
Lego Masters è un format televisivo basato sull'omonimo programma britannico prodotto da Tuesday's Child.

## Format
Il programma è un talent show basato sulla costruzione con i mattoncini LEGO. In ogni puntata, squadre formate da due componenti si sfidano per creare sculture LEGO seguendo il tema della puntata che verranno giudicate dai giudici di gara.

## Edizioni internazionali
Dopo la produzione dell'edizione britannica, il format è stato venduto ad altre compagnie di trasmissioni in tutto il mondo.
| Stato                 | Titolo             | Emittente       |
| --------------------- | ------------------ | --------------- |
| Australia             | Lego Masters       | Nine Network    |
| Belgio, Paesi Bassi   | Lego Masters       | RTL4            |
| Colombia              | Lego Masters       | RCN Televisión  |
| Danimarca             | Lego Masters       | TV2             |
| Rep. Ceca, Slovacchia | Lego Masters       | TV Nova Markíza |
| Francia               | Lego Masters       | M6              |
| Germania              | Lego Masters       | RTL             |
| Norvegia              | Lego Masters Norge | TV 2            |
| Polonia               | Lego Masters       | TVN             |
| Spagna                | Lego Masters       | Antena 3        |
| Svezia                | Lego Masters       | TV4             |
| Regno Unito           | Lego Masters       | Channel 4       |
| Stati Uniti           | Lego Masters       | Fox             |